# Tim Drake
Timothy "Tim" Jackson Drake Wayne es un superhéroe ficticio que aparece en los cómics estadounidenses publicados por DC Comics, comúnmente en asociación con el superhéroe Batman, y portando el traje de Robin o Red Robin. Creado por Marv Wolfman y Pat Broderick, que apareció por primera vez en Batman #436 (agosto de 1989) como el tercer personaje a asumir el papel de socio vigilante de Batman, Robin. Tras los eventos en Batman: Battle for the Cowl en 2009, Drake adoptó el alias de Red Robin. A partir de 2019, Tim regresó a su personaje original de Robin en el relanzamiento de Wonder Justice de Justicia Joven. En 2020 se le da el nombre de Drake y se convierte en Robin nuevamente.
Cuando era niño, Drake estaba en la audiencia la noche en que los padres de Dick Grayson fueron asesinados y luego logra descubrir las identidades de Batman y el Robin original a través de sus hazañas. Después de la muerte del segundo Robin, Jason Todd, y de ver a Batman en espiral hacia la oscuridad, Tim estaba convencido de que debía entrenarse para convertirse en el tercer Robin. En el Universo animado de DC Comics, Tim es el segundo Robin, no el tercero, puesto que Jason Todd no aparece, aunque esta versión tiene características de ambos. 
El personaje ha sido presentado en varias adaptaciones, incluyendo la serie animada de televisión Las nuevas aventuras de Batman, Young Justice: Invasion, y la serie de videojuegos Batman: Arkham. En 2011, Tim Drake se ubicó en el puesto 32 entre los 100 mejores héroes de cómic de IGN. En 2021, Tim hizo su debut de acción en vivo en la tercera temporada de la serie de HBO Max, Titanes, interpretado por el actor Jay Lycurgo.

## Historia

### Introducción
Tim Drake es el hijo de Jack Drake y Janet Drake, provenientes de la misma clase social que Bruce Wayne. Cuando era un niño pequeño, visitó el circo por primera vez con sus padres. Los Drake pidieron una foto a los Flying Graysons juntos, lo que resultó en un vínculo momentáneo entre Tim y Dick Grayson cuando se encontraron por primera vez.
A la edad de nueve años, Drake había deducido las identidades de Batman y Robin como Bruce Wayne y Dick Grayson después de presenciar un movimiento gimnástico de Robin que previamente vio a Grayson exhibir en Flying Graysons. Inspirado por las hazañas de los héroes, Tim se entrenó en artes marciales, acrobacias, habilidades de detective y escolásticos para superarse tanto física como intelectualmente. Cuando Tim cumplió trece años, vio que Batman se había vuelto temerario y violento tras el asesinato de Robin (Jason Todd) por parte del Joker. Después de la muerte de su madre y la parálisis de su padre, Drake decidió intervenir y Batman finalmente lo reclutó como el tercer Robin.

### Robin (1989-2009)
Antes de unirse a Batman como el tercer Robin, Tim Drake recibió un moderno diseño del traje de Robin y lo enviaron a entrenar en el extranjero con numerosos expertos para perfeccionar sus artes marciales. Cuando Bruce Wayne se retira después de Knightfall, Robin va solo para defender Gotham City. Robin eventualmente iría a coprotagonizar con otros superhéroes adolescentes en Justicia Joven y Jóvenes Titanes. También hizo apariciones como invitado en otros cómics de DC como Nightwing y Azrael.
Tras la muerte de su padre en Crisis de identidad (2004), su mejor amigo Superboy (Kon-El) en Crisis infinita (2005-2006), y la presunta muerte de su novia Stephanie Brown en Batman: War Games (2004–2005) Drake fue trasladado a Blüdhaven, la ciudad donde su hermano Nightwing lucha contra el crimen, por un período de tiempo para escapar de los "fantasmas" de Gotham City y permanecer cerca de su madrastra Dana Winters, quien ingresó en una clínica de Blüdhaven a causa de un shock psicológico por el asesinato de Jack Drake a manos del Capitán Boomerang.
Tim Drake recibió otro rediseño del traje de Robin con una combinación de colores rojo y negro. Los colores son los del disfraz de Superboy, en homenaje a Superboy después de su muerte en la batalla.
Una vez que Dick asume el papel de Batman después de la aparente muerte de Bruce en Batman R.I.P. y Crisis final, despide a Tim del manto de Robin y se lo entrega a Damian Wayne. Tim, creyendo que Bruce sigue vivo, asume la identidad de Red Robin y abandona Gotham City para buscar a Wayne en todo el mundo.

### Red Robin (2009-2011)
Red Robin, que se lanzó a fines de 2009, describió la búsqueda de Tim Drake para encontrar evidencia de que Bruce Wayne todavía estaba vivo después de separarse del resto de la Bati-familia. Fue contactado por los asesinos de Ra's al Ghul, quienes también estaban interesados en descubrir qué le sucedió a Batman. Al mismo tiempo, Tamara "Tam" Fox, la hija de Lucius Fox, ha sido enviada a buscar a Tim Drake para llevarlo de vuelta a Gotham. Tim va a Irak y logra descubrir pruebas definitivas de que Bruce estaba vivo y perdido en el tiempo, pero fue emboscado por un asesino del Consejo de Arañas. Se las arregla para conducir él y a Pru (uno de los asesinos que trabajan para Ra's al Ghul, que se había convertido en un aliado de Tim) a la habitación del hotel de Tam, y fueron raptados por la Liga de Asesinos.
Aunque inicialmente se mostró reacio, Tim Drake formó una alianza con Ra's antes de casi morir desangrado debido a su encuentro con el Consejo de Arañas. Fue puesto a cargo de la Liga de Asesinos por Ra's y utilizó el tiempo para planear simultáneamente cómo detener al Consejo de Arañas y destruir a la Liga de Asesinos. Después de fracasar en frustrar todos menos uno de los intentos de asesinato del Consejo, Tim se da cuenta de que el Consejo atacará la base de la Liga y se da cuenta de que dejó a Tam en peligro en la base. Corriendo de regreso a la base, simultáneamente logra retrasar el Consejo de Arañas, volar la base de la Liga y escapar con Tam.
Después de paralizar la Liga de Asesinos de Ra's, Drake regresa a Gotham City para derrocar los planes de Ra's de usar a Hush (alterado quirúrgicamente para parecerse a Bruce Wayne) para controlar los recursos de la familia Wayne y destruir todo lo que Batman apreciaba dirigiendo a sus asesinos a todos los ataques de los asociados de Batman. Al darse cuenta de que estos ataques son una cortina de humo y que el objetivo real está obligando a Hush a despedir a Wayne Enterprises, Red Robin decide enfrentarse a Ra's. Pide a todos sus amigos que protejan los diversos objetivos. Drake se ha mudado de regreso a Gotham City y ha restablecido los lazos con su familia y amigos.
Después del regreso de Bruce Wayne, Tim comienza a ayudarlo en sus planes para expandir su misión a nivel mundial con Batman, Inc. Tim es finalmente nombrado como el jefe de la más reciente encarnación de los Forasteros que ahora sirven como operaciones negras de Batman Inc. ala. Red Robin eventualmente se reincorpora a los Jóvenes Titanes y asume el liderazgo de Wonder Girl. Él permanece como el líder del equipo durante su batalla climática contra Superboy Prime y la nueva Legión del Mal.
Siguiendo una aventura con Black Bat, donde se enfrenta a la hermana de Ra's al Ghul, Tim acecha e intenta matar al Capitán Boomerang revivido durante el Brightest Day. Aunque Tim finalmente se detiene de matar a Boomerang, Batman lo reprende por sus acciones.

### The New 52 (2011–2016)
En septiembre de 2011, The New 52 reinició la continuidad de DC. En esta nueva línea de tiempo, Teen Titans #0 reveló el nuevo origen de Tim Drake, mostrando un gran alejamiento de su origen original, eliminando sus conexiones con la historia del origen de Dick Grayson. En el New 52, Tim es un atleta talentoso y un genio de la computación que se acerca a descubrir la identidad de Batman, pero nunca la descubre del todo. Cuando Tim encuentra a Batman y es rechazado por el papel del compañero, decide llevarlo al Batman pirateando al Pingüino, la cuenta bancaria y la donación de millones de dólares ponen a su familia en peligro. Los matones del Pingüino vienen tras Tim y su familia, pero Batman los salva. Los padres de Tim se ven obligados a acudir a la protección de testigos, pero creen que Tim se merece algo mejor y le piden a Bruce que cuide de él por ellos. El Programa de Protección de Testigos lo renombra como "Tim Drake" y asume la identidad de "Red Robin", en lugar de la identidad de "Robin", por respeto a Jason Todd. En temas recientes se ha demostrado que es un miembro fundador de los Jóvenes Titanes, así como su líder, y muestra sentimientos por Wonder Girl.
Tim no estaba dispuesto a reunirse con el resto de la Bati-familia en la Bati-cueva después de haber sido infectado con el nuevo compuesto "HA" del Joker. Estaba presente cuando Damian fue asesinado por The Heretic y admitió ante Bruce que, a pesar de que tenía una relación disfuncional con Damian, le dolía por él. También estaba en la batalla final entre Batman y The Heretic cuando Talia mató al clon de su hijo y voló la Torre Wayne.
Tim también formó parte del equipo de la Bati-familia que fue a Apokolips para recuperar el cuerpo de Damian. A medida que su misión se enfocaba en recuperar a Robin, Tim, Jason y Barbara usaban trajes que se parecían a los colores de Damian y cada uno llevaba un símbolo de Robin. Después de completar su misión y el resurgimiento de Damian, le entregó el símbolo de Robin en su traje para darle la bienvenida a Damian a la vida y al papel de Robin.
En la línea de tiempo previa a la Convergencia de Futures End, los Refugiados de la Tierra-2 reciben una señal del Hermano Ojo, que les permite ingresar al Universo Tierra-0, pero comienzan una guerra cuando Darkseid los sigue, lo que lleva a la muerte de los Teen Titans, excepto por Drake. Tim abandona su manto de Red Robin y se convierte en un barman hasta que Braniac lo ataca, donde se realizan cambios en la línea de tiempo. Brainiac es capturado, y Terry McGinnis muere a manos del híbrido Batman-Joker de Brother Eye. Tim se pone el traje de Batman Beyond y retrocede en el tiempo e impide que Hermano Ojo envíe la señal a la Tierra-2, creando un nuevo futuro donde haya menos destrucción, y luego ocurran los eventos de convergencia y todo lo que suceda. Tim se lanza al nuevo futuro, 35 años después, donde se convierte en el nuevo Batman y destruye un debilitado Hermano Ojo.

### DC Rebirth (2016–presente)
En Rebirth, Tim Drake aún opera bajo el alias de Red Robin. Gana un nuevo y tercer traje de Red Robin en general similar a su primer traje de Robin, excepto con dos "R" como su logotipo en lugar de uno. Más tarde, en Detective Comics #965, se revela que la historia del origen de Tim Drake ha regresado a la del universo original, donde descubre las identidades de Batman y Robin después de la muerte de Jason Todd, y se convirtió en Robin antes de adoptar el personaje de Red Robin.
Tim se presenta principalmente en "Detective Comics" como parte del nuevo equipo de Batman y Batwoman en Gotham, junto con Huérfana, Spoiler y Clayface. Batman y Batwoman entrenan a Red Robin, Huérfana, Spoiler y Clayface como un grupo, quienes los están preparando para los próximos enemigos conocidos como los Colonos. Se revela que los colonos son un grupo militar bajo el mando del padre de Batwoman, Jake Kane, que se han inspirado en Batman en un asunto más violento. Después de que el equipo rescata a Batman y Tim piratea su base de datos para descubrir sus planes, Jake envía dos oleadas de Bati-drones para derribar a la "Liga de las Sombras", que matará a cientos de inocentes en el proceso. Mientras sus otros compañeros de equipo evacuan las ubicaciones a las que se enviaron los drones, Tim piratea la directiva de la misión del dron para convertirse en el único objetivo, sabiendo que los drones se detendrán una vez que el objetivo sea eliminado.
Mientras Tim logra derribar la primera ola de aviones no tripulados, aparentemente lo mató la segunda ola, devastando a la Bati-familia y a sus antiguos compañeros Titanes. Antes de la misión, Tim fue aceptado para recibir una beca de genio de la Universidad de Ivy y planeaba estudiar allí después de derrotar a los colonos. Sin embargo, justo antes de que Tim fuera atacado por la segunda ola, el señor Oz lo teletransportó a un lugar desconocido y lo mantuvo preso. Tim juró que sus amigos lo encontrarán. 
Más tarde, Batman aprende de Ascalon, una entidad robótica creada por la Orden de San Dumas, que Tim todavía está vivo, con Batman resolviendo encontrar a Tim.
En la prisión del Sr. Oz, Tim se ve obligado a revivir sus recuerdos del pasado por el Sr. Oz. Al darse cuenta de que el Sr. Oz está utilizando la tecnología kryptoniana, Tim se hackea y se libera fácilmente a sí mismo cuando el Sr. Oz revela su identidad como Jor-El y desaparece. Mientras trata de encontrar una salida, Tim encuentra a Batman pero descubre que él es Tim Drake del futuro de Titans Tomorrow. Incapaz de aceptar un futuro en el que decide convertirse en Batman, Tim se ve obligado a ayudar a su yo mayor a evadir y contener un Doomsday liberado. Tim aprende de su futuro yo que Dick, Jason y Damian intentaron ser Batman, pero se retiraron o fueron obligados a ser rechazados por Tim (en el caso de Damian). Después de que Doomsday regresa a su celda, Tim se teletransporta fuera de la prisión del Sr. Oz y llega a Gotham en el futuro Titans Tomorrow. Antes de ser devuelto, su futuro yo le pide a Tim que se disculpe con Conner, pero el joven Tim no tiene idea de quién es Conner, aunque luego admite que el nombre le está tirando del corazón, pero no sabe por qué. Tim está incapacitado por su futuro yo cuando este último decide retroceder en el tiempo para matar a Batwoman, la causa aparente de que Tim se haya convertido en Batman. Tim regresa a Gotham y se reúne con la familia Bat, pero les advierte sobre el futuro Tim.

## Habilidades

### Habilidades de combate
Antes de convertirse en Robin, Tim Drake había sido entrenado en artes marciales y ya era un hábil luchador, mientras que también estaba entrenado en campos como la acrobacia, el trabajo de detectives y la criminología. Después de convertirse en Robin, Drake logró perfeccionar sus habilidades de combate y, finalmente, se convirtió en un maestro combatiente mano a mano y en un experto artista marcial, siendo experto en varios estilos de lucha, como Aikido, Judo, Karate, Savate, Kung Fu, Ninjutsu y Tai Chi además de ser entrenados en gimnasia, y fue enseñado por numerosos maestros, entre ellos Batman, Dick Grayson y Lady Shiva. Aunque ha sido superado y golpeado por otros miembros de la familia Batfamily; En particular Jason, se muestra que es un combatiente calculador y astuto. También se debe tener en cuenta que Damian Wayne golpeó a Tim en uno de sus primeros encuentros y que durante un tiempo Tim tuvo la costumbre de contenerse cuando se enfrentaba a Damian. Cuando Tim finalmente decidió no contenerse, fácilmente golpeó a Damian con impunidad. Tim incluso se defendió brevemente contra Dick Grayson. Su arma de elección es el personal de bo. Tim pudo defenderse de varios asesinos notorios del Consejo de Arañas a la vez mientras protegía a Tam Fox y también en el juego final de su plan para destruir varias bases de la Liga de Asesinos; ganando elogios del propio Ra's al Ghul que estaba viendo la pelea desde lejos. Logró sobrevivir a un encuentro potencialmente fatal con Jason Todd en Battle for the Cowl fingiendo estar muerto. Fue finalmente rescatado por Robin / Damian Wayne. Con un disparo especial, Tim también es inoculado contra varias toxinas queha encontrado la familia Batman, como Joker Venom, la toxina del miedo del Espantapájaros y algunas de las feromonas de Hiedra Venenosa.

### Otras habilidades
El más dotado intelectualmente de los Robins, Drake ha deducido la mayoría de las identidades de otros héroes, incluidos Flash y Superman. Además, después de frustrar el plan maestro de Ra's al Ghul para asesinar a todos, Bruce Wayne se preocupó y arruinó la fortuna de la familia Wayne, Ra se ha dirigido a Tim como "Detective", un título que el villano una vez solo reservó para Bruce Wayne. Su intelecto le ha permitido sobresalir en ciencias de la computación y una variedad de técnicas científicas variadas, como biología, ingeniería y genética, que se ha demostrado que usa en sus intentos de volver a clonar a Superboy. Tim también habla varios idiomas más allá de su inglés nativo, incluido el cantonés, ruso, español y alemán. Incluso Nightwing está orgulloso de sus habilidades, diciendo que era mejor Robin que él.
Drake, al igual que Dick Grayson y Damian Wayne, ha servido como líder de los Teen Titans, así como también de Young Justice, e incluso fue puesto a cargo de los esfuerzos de rescate de Blüdhaven por parte de Superman, luego del ataque realizado por Deathstroke y sus compañeros villanos.

## Disfraces
El traje original de Robin de Tim Drake tenía un torso rojo, costuras amarillas y un cinturón, botas negras, mangas cortas verdes, guantes y pantalones. Llevaba una capa que era negra por fuera y amarilla por dentro. Este traje era diferente al de sus predecesores, ya que proporcionaba mayor protección con una túnica y un gorjera blindados, botas largas, un shuriken de "R" de emergencia en el pecho, además de los batarangs tradicionales, y un bastón plegable como principal arma del personaje. 
Después de Infinite Crisis y 52, Tim Drake modificó su disfraz para favorecer un esquema de color en su mayoría rojo y negro en homenaje a su mejor amigo, Superboy (Kon-El), quien murió luchando contra el Superboy principal de la Tierra. Este traje de Robin tenía un torso rojo, mangas largas y pantalones con una capa que era negra por fuera y amarilla por dentro. También tenía costuras y cinturones amarillos, máscara de dominó negra, guantes y botas.
Tim Drake retomó el motivo de un traje rojo y negro cuando asumió la identidad de Red Robin. El traje de Red Robin consistía en una túnica roja de manga larga, junto con botas negras, medias, guantes, capa y capucha. También incluía un cinturón utilitario negro y dorado que lleva el armamento de Drake, como su bastón y los discos de lanzamiento. Después de la confrontación de Drake con Ra's al Ghul en Red Robin # 12, el traje se modificó ligeramente con guanteletes con pinchos, una túnica recortada y un nuevo cinturón utilitario.
El tema de un traje rojo y negro continuó en 2011 con el nuevo traje de Red Robin 50 de Tim Drake. El traje se modificó considerablemente, ya que era un traje rojo y negro de una sola pieza, con cinturones variados en la cintura y las piernas. La capucha completa fue reemplazada por una máscara de dominó negra, similar a sus dos diseños anteriores de trajes de Robin. Su arnés de pecho estaba conectado a un conjunto de alas propulsadas por cohetes, diseñadas por Virgil Hawkins, también conocido como Static, que le permiten a Red Robin la capacidad de vuelo. Continuó usando su personal de bo y otros equipos variados.
En el relanzamiento de DC: Renacimiento 2016, Tim Drake mantiene el papel de Red Robin. Este traje de Red Robin sirve como un homenaje a su primer traje de Robin. Su traje vuelve a tener un aspecto similar al de su traje original de Robin que consiste en un torso rojo, un cinturón amarillo utilitario, pantalones negros y mangas cortas verdes, guantes y botas. También tiene una capa nueva que es negra por fuera y amarilla por dentro, similar a la capa de Robin. Si bien su traje Red Robin es similar a su primer traje Robin, tiene dos "R" como su logotipo en lugar de uno, para demostrar que ya no es Robin y ahora Red Robin. La máscara es similar a su nueva máscara de dominó 52. Su bo-staff sigue siendo su arma principal.
Con la revivida serie de Justicia Joven, Tim ha regresado a la identidad de Robin. Su nuevo traje comparte similitudes con su traje de Renacimiento, sin embargo con varios ajustes y revisiones. Su traje todavía tiene el torso rojo, pantalones negros y mangas blindadas. Sin embargo, sus pantalones ahora se unen en botas de punta dividida con reflejos verdes, perdiendo a los guardias verdes de las piernas. Ha reemplazado a los guardias de brazos más voluminosos con guardias de brazos más pequeños con cuchillas similares al traje de Robin de Damian Wayne. Su capa, aunque todavía es negra y dorada, ahora tiene un aspecto similar al de su capa OYL más tarde. El logotipo de la doble R de Tim ha sido reemplazado por su logotipo original "R". Sigue usando un bastón como su arma principal.

## Versiones alternativas

### Batman del Futuro
Ambientado después de los eventos de Batman Beyond: Return of the Joker, Tim Drake sirve como personaje secundario en la serie de cómics de Batman Beyond. Se sugiere que, después de una serie de exámenes, se libere del control del Joker, aunque la experiencia lo ha dejado con dudas y continúa luchando por mantener intacta su cordura. Se revela que su esposa conocía el pasado heroico y torturado de su esposo, e implica haber conocido a Tim y a su antiguo mentor en algún momento antes de retirarse como Robin.
Bruce le ofreció a Tim un trabajo en su compañía, que aceptó, después de fusionarlo con la compañía de Lucius Fox Jr., Foxteca, y renombrar la compañía Wayne Incorporated. La condición, que Tim no se involucraría con las actividades superheroicas de Bruce, Terry o JLU y Bruce pagaría la matrícula universitaria de sus hijos. Actualmente trabaja como experto en comunicaciones manejando satélites y otras tecnologías asociadas.

### Titanes del mañana
Articulo Principal: https://en.wikipedia.org/wiki/Titans_Tomorrow
En el arco de la historia "Titans Tomorrow" durante la carrera del escritor Geoff Johns sobre Teen Titans, Robin y el resto del equipo se encuentran con versiones futuras de sí mismos desde un momento después de que todos sus mentores hayan sido asesinados. Como un nuevo y brutal Batman, Tim Drake persiguió personalmente a cada miembro de la Galería Rogues de su mentor, convirtiendo Arkham Asylum en un cementerio lleno de las tumbas de los enemigos originales de Batman, a quienes Tim mató usando la misma pistola que Joe Chill usó para asesinar a Thomas y Martha Wayne cuando Bruce era un niño. Tim tuvo dificultades para aceptar que alguna vez podría adoptar métodos tan brutales como el sucesor directo de Batman, que siempre mantuvo una política estricta contra el asesinato. En una batalla final que culmina con el choque de los Titanes presentes y futuros, la batalla termina en un punto muerto. Utilizando una cinta de correr cósmica en la cueva de los adultos de Tim, Robin y su equipo regresan a casa para contemplar el futuro que han visto.

### Injusticia: dioses entre nosotros
En esta realidad, basada en el videojuego del mismo nombre, Tim Drake era un nuevo miembro de los Teen Titans como Red Robin en el momento en que estalló la explosión nuclear del Joker en Metrópolis. Los Titanes rastrearon a Superboy hasta la Fortaleza de la Soledad, donde intentó detener a Superman. Tim intenta levantar el proyector Phantom Zone, pero no puede porque Superman colocó una tapa de seguridad que pesa cien toneladas. Cuando Superboy es herido de muerte, Tim y los otros Titanes son enviados por Superman a la Zona Fantasma.
En la precuela de Injustice 2, Tim y los Titanes (menos Superboy) finalmente son rescatados por los héroes restantes. Pero justo cuando se reúne con Batman, el General Zod escapa de la Zona Fantasma y mata a Tim perforando su corazón con visión de calor.

### Bombas DC
Articulo Principal: https://en.wikipedia.org/wiki/DC_Comics_Bombshells
Tim Drake aparece en la continuidad de DC Bombshells como un exprisionero del orfanato de Katherine-Webb Kane, donde él y los demás se vieron obligados a construir robots para los partidarios del Eje. Eventualmente es rescatado por las Batgirls, a quienes se une después, vistiendo un traje de béisbol similar a su disfraz de Robin en la tierra principal. Aparece cerca de Alysia Yeoh.

### The New 52: Futures End y Batman Beyond
En la serie Futures End, un viejo Tim Drake toma el papel de Batman después de la muerte de Terry McGinnis. En 2015 Drake protagoniza la nueva serie Batman Beyond. En la serie, Tim Drake fingió su muerte durante la guerra entre Earth Prime y Earth-2 y se convirtió en propietario de un bar con el nombre de Cal Corcoran. Ayudó a Terry McGinnis, que había regresado a través del tiempo para evitar la creación del Hermano Ojo. Después de que Terry fue asesinado en acción defendiendo a Drake del Batman / Joker Hybrid de Brother Eye (una fusión controlada por Brother Eye de Batman y Joker de la línea de tiempo de Terry) le pasó su traje futurista Batsuit a Tim y en su último deseo le pidió que se convirtiera en el nuevo Batman y retroceda en el tiempo para evitar la guerra entre Prime Earth y Earth 2, que creía que evitaría la creación del Hermano Ojo.
Viaja exitosamente a través del tiempo 5 años usando una banda de tiempo y convence al Hermano Ojo de que no envíe un faro para atraer al héroe sobreviviente de la Tierra-2, evitando así la guerra con la Tierra 2. Después de completar su misión, el Hermano Ojo envía a Tim de regreso a La línea de tiempo de Terry con la esperanza de encontrar a Terry vivo para que pueda devolverle el traje de murciélago. Sin embargo, lo que encuentra es el mismo futuro. Terry se dio cuenta de que Terrifitech es una constante y que el Hermano Ojo no puede ser derrotado en el pasado. Tim declara que el Hermano Ojo aún no ha ganado. 
Unos días más tarde, Tim detiene un robo en las instalaciones de Wayne-Powers por parte de Jokers que intentan robar un componente crítico que evita que el hermano Eye detecte la ciudad de Gotham. Más tarde se encuentra con el hermano de Terry, Matt, quien está enojado con Tim por usar el disfraz de su hermano y en privado declara que debería haber sido él quien sucedió a Terry como Batman. 
Después de la reunión, Tim se dirige a las afueras de Gotham City a un campo de internamiento que retiene a todas las personas capturadas por el hermano Eye. Antes de que pueda entrar en las instalaciones, es atacado por un Superman convertido por Hermano Ojo que intenta matarlo. Sabiendo que no puede matar a Superman, A.L.F.R.E.D sobrecarga las reservas de energía de Batsuits, hiriendo temporalmente a Superman. Como resultado, el Batsuit se desactiva dejando a Tim en su atuendo civil e indefenso contra el ejército del Hermano Ojo. Luego es capturado y colocado en un centro de detención donde conoce al amigo de Terry, Max Gibson, y para su sorpresa, Barbara Gordon.
Sin embargo, después del renacimiento de DC, Terry McGinnis ha vuelto a la vida y una vez más ha tomado el manto de Batman Beyond. El futuro New 52 Tim se ha borrado debido al cambio en la línea de tiempo.

### Nightwing: The New Order
En esta realidad alternativa, Nightwing pone fin a una contienda continua entre seres superpoderosos al activar un dispositivo que despoja al noventa por ciento de la población superpoderosa. Esto se desarrolla hacia un futuro donde los superpoderes están prohibidos y cualquier ser superpoderoso debe tomar medicamentos inhibidores o ser contenido y estudiado si los medicamentos no funcionan en ellos. En el año 2040, Tim se retiró de sus días en Red Robin y ahora está criando a sus tres hijos. Cuando Dick se convierte en un fugitivo después de que se descubre que su hijo Jake tenía superpoderes, Tim usa sus habilidades informáticas para ayudar a Dick a localizar a Jake. Tim cree que Dick tomó la decisión correcta al despojar a la población.

## En otros medios

### Televisión

#### Acción en vivo
- Tim Drake es mencionado por Barbara Gordon en el episodio "Slick" de Birds of Prey.
- Tim Drake hizo su debut en vivo en la tercera temporada de Titanes interpretado por Jay Lycurgo.[31] Esta versión es un joven residente de Gotham City que trabaja como repartidor e idolatra a Batman. Después de escuchar la noticia de la muerte de Jason Todd, deduce la identidad de Nightwing y se acerca a él para convertirse en el nuevo Robin, pero es rechazado. A pesar de esto, Tim todavía desea ayudar a los Titanes y los ayuda a rastrear a Jonathan Crane y al resucitado Todd/Red Hood, solo para ser disparado por el primero. En el más allá, Tim conoce a Donna Troy y Hank Hall, y se une a ellos para escapar de regreso al mundo de los vivos. Más tarde, se reúne con Donna y juntos descubren que Crane planea que policías corruptos en su nómina asalten la cuadra de la ciudad de Tim, lo que llevó a Donna a liderar a los residentes en la lucha. Finalmente, Tim se encuentra y se une al resto de los Titanes y ayuda a salvar a Gotham de Jonathan Crane / Scarecrow. Después de la pelea, Dick Grayson le dice a Tim que tiene algunos movimientos pero que necesita un entrenamiento adecuado e invita a Tim a ir con ellos a San Francisco para unirse al equipo y entrenarse.

#### Animación
- Tim Drake aparece como un personaje secundario en Young Justice: Invasion, con la voz de Cameron Bowen. El disfraz de Robin de esta iteración es similar a su disfraz de "Un año después" con algunas influencias modernas, y usa un bastón como arma en los cómics. Se presenta en el episodio "Feliz Año Nuevo" como la tercera versión de Robin. En el episodio "Satisfacción", se lo observa observando el memorial de Jason Todd. Se muestra a Tim como inicialmente reacio a asumir roles de liderazgo, algo que él siente que Nightwing obliga de alguna manera. A pesar de esto, se muestra que los dos tienen una conexión fraternal entre sí. Esta relación familiar también se extiende a la Batgirl más experimentada. Como Dick Grayson en la primera temporada, a Tim se le prohíbe revelar su identidad secreta al equipo (usar gafas de sol para ocultarse cuando no esté disfrazado). Él comparte un breve momento de interacción con Stephanie Brown durante el episodio "Before the Dawn". En el final "Endgame", se muestra que está en una relación con Wonder Girl después de que la desaparición de Kid Flash le dio a Wonder Girl el coraje de besarlo. Debido al gran elenco de este programa, el rol de Tim fue principalmente como un personaje de fondo y solo se destacó en ciertas ocasiones. Sus habilidades de detective eran imperativas para ayudar al Blue Beetle a superar el control de Reach.
- Tim Drake aparece en Teen Titans Go!, con la voz de Scott Menville.
- Tim Drake hizo algunas apariciones especiales en la serie animada de la Liga de la Justicia.
- El traje de Robin de Tim Drake de Las nuevas aventuras de Batman aparece como un huevo de Pascua en Justice League Action en el episodio "Play Date".
- La caracterización de Robin en Las nuevas aventuras de Batman está ligeramente mezclada con la de Jason Todd. Su traje de Robin parece idéntico al traje de Robin de Dick Grayson de Batman: The Animated Series así como el traje de Robin de Tim Drake de los cómics, pero con mangas negras, guantes y calzoncillos con leggings rojos (similar al traje que Tim adoptaría en los cómics siguientes Crisis infinita). Como personaje central, ayuda a Batman y Batgirl contra Two-Face en "Sins of the Father",[32] ayuda a Batman a luchar contra el Joker en "Holiday Knights", casi una víctima de la venganza monótona de Sr. Frío en "Cold Comfort" evita que Batman asesine al Espantapájaros en "Never Fear", casi mató a Clayface por una chica a la que quería ayudar en "Growing Pains", ayuda a Batman con un problema que involucra a Etrigan el Demonio en "The Demon Within ", casi fue víctima de la pesadilla de Barbara Gordon en" Over The Edge ", asistió a Batman y Batgirl contra Farmer Brown en "Critters", se unió a Nightwing en "Animal Act" y "Old Wounds", ayuda a frustrar el esquema de Hiedra Venenosa en "Química" y ayuda a Batman a rastrear a Creeper en "Cuídate de la enredadera".
- Robin también participó como invitado en otras producciones de DCAU, formando equipo con Superman en Superman: la serie animada[33] y Static en Static Shock,[34][35]

### Película
- Robin tiene un papel de apoyo para detener el estallido de Batwoman en el campo de la venganza en Batman: Mystery of the Batwoman, de 2003.
- En la película animada de 2000 Batman Beyond: Return of the Joker, Tim es secuestrado y torturado por el Joker para forzar a los secretos de Batman a salir del niño hasta el punto de la locura. Como el demente Joker Jr., mata al Joker y luego sufre una completa crisis nerviosa, lo que lleva a la ruptura y la jubilación de la familia Bat. Después de recibir ayuda para volver a la cordura, no se le permite reanudar su papel de Robin, y finalmente se retira para tomar la decisión correcta y se convierte en ingeniero de comunicaciones con una esposa y dos hijos. Durante el futuro, Tim Drake, de 53 años, se transformó en la nueva forma de Joker a través de la tecnología de genética robada que contiene la mente del villano, los recuerdos y el ADN. Finalmente, queda libre cuando el chip genético del Joker se destruye por el nuevo Batman (Terry McGinnis) y Tim está completamente recuperado en el hospital y Tim se reconcilia con su relación con Bruce.
- En Justice League vs. Fatal Five, cuando Batman le dice a Miss Martian que no le gusta entrenar a adolescentes, se transforma en Tim Drake, provocando a Batman.
- Red Robin hace su debut animado en Batman Unlimited: Animal Instincts y Batman Unlimited: Monster Mayhem, con la voz de Yuri Lowenthal. Esta versión no quita su máscara. Solo se le llama "Red Robin" una vez y como su nombre en clave original cada dos veces en Animal Instincts, pero se le menciona constantemente como su nombre en clave actual durante Monster Mayhem.[36] Sin embargo, Alfred Pennyworth una vez se refiere a él por su nombre real, confirmando que esta versión de Red Robin es Tim Drake. En Batman Unlimited: Mechs vs. Mutants, Damian Wayne lo menciona.
- Tres chicos llamados Dick, Jason y Tim aparecen en Batman: Gotham by Gaslight tratando de robar a una pareja antes de ser detenidos por Batman.
- En Teen Titans Go! to the Movies aparece con la voz de Scott Menville.
- Una versión de Red Robin de Feudal Japan aparece en Batman Ninja, con la voz de Kengo Kawanishi y Will Friedle en japonés e inglés respectivamente.[37][38]

### Videojuegos
- Robin aparece en Batman: Dark Tomorrow, con la voz de Jonathan Roumie.
- Robin aparece en Batman: Rise of Sin Tzu, con la voz de Scott Menville.
- Robin aparece en DC Universe Online, con la voz de Wil Wheaton.
- Robin aparece como un personaje jugable en Young Justice: Legacy, expresado de nuevo por Cameron Bowen.
- Robin aparece en Infinite Crisis, expresada de nuevo por Cameron Bowen.
- Robin aparece como un personaje jugable por medio del Pase de Batalla en Fortnite, cuenta con una skin como Red Robin.

#### Lego DCseries
- Robin aparece en Lego Batman: el videojuego, con voces proporcionadas por James Arnold Taylor.[39]
- Tim Drake aparece como dos personajes jugables separados en Lego Batman 2: DC Super Heroes, con la voz de Charlie Schlatter. Robin aparece principalmente, mientras que Red Robin también aparece en la versión de Nintendo DS del juego.
- Robin aparece como un personaje jugable en Lego Batman 3: Beyond Gotham, otra vez expresado por Charlie Schlatter. Él sirve como uno de los personajes principales de la historia.
- La encarnación de Robin de Tim Drake aparece en Lego Dimensions como un personaje no jugable, con la voz de Scott Menville. Es uno de los tres personajes, los otros son Frodo Baggins y Metalbeard, que tomará Lord Vortech.[40]
- Tim Drake como Red Robin aparece como un personaje jugable en Lego DC Super-Villains. En esta entrega no cuenta con diálogos y es sustituido como el Robin actual por Damian Wayne

#### Batman: Arkham
Tim Drake aparece en la serie de Batman: Arkham. Los productores describen esta versión del personaje como más áspera y oscura, para adaptarse al tono de la serie. Su traje ha sido rediseñado radicalmente, incorporando los colores rojo y amarillo tradicionales y Robin muestra una apariencia más musculosa con un corte corto (similar al peinado de Robin de Batman & Robin).
- Robin aparece por primera vez en Batman: Arkham City, con la voz de Troy Baker. Es un personaje jugable en todos los mapas de desafío, además de aparecer en la historia, y uno de los trajes alternativos es su traje de Red Robin. Es el personaje principal jugable de la campaña DLC de Revenge de Harley Quinn.[41]
- Robin aparece como uno de los personajes principales de Batman: Arkham Knight, con la voz de Matthew Mercer.[42]
- Robin hace una breve aparición en Batman: Arkham VR, con la voz de Tom Austen.[43]

#### Injusticeseries
- Tim Drake aparece en Injustice: Gods Among Us. Su nombre aparece en una lista de éxitos durante el outro de Deathstroke, y el Red Robin está en una carta no jugable en la versión de iOS del juego.
- Red Robin hace un cameo en Injustice 2 en el final de Cyborg como uno de los Teen Titans perdidos traídos por Cyborg con los poderes de Brainiac.